# 布兰德舍赫尔
布兰德舍赫尔（Bulandshahr）是印度北方邦布兰德舍赫尔县的一个城镇及行政中心。总人口176,256人（2001年）。

## 人口
该地2001年总人口176,256人，其中男性93,066人，女性83,190人；0—6岁人口26,085人，其中男14,193人，女11,892人；识字率62.67%，其中男性为69.13%，女性为55.44%。